# Señorita
〈Señorita〉(세뇨리따)는 숀 멘데스와 카밀라 카베요의 노래이다. 2019년 6월 21일에 발매되었다. 빌보드 핫 100 1위, 영국 싱글 차트 1위 싱글이다.